# الروينة (إب)
الروينه هي إحدى قرى الجمهورية اليمنية. وهي تتبع جغرافيًا لمحافظة إب. وإداريًا لمديرية فرع العدين. يبلغ تعداد سكانها 2438 نسمة حسب الإحصاء الذي جرى عام 2004.